# Milan Antonijević
Milan Antonijević (Beograd, SFR Jugoslavija, 24. septembar 1975) srpski je pravnik i aktivista za ljudska prava. Bio je direktor Komiteta pavnika za ljudska prava YUCOM, kao i izvršni direktor Fondacije za otvoreno društvo Srbija od 2018. do 2021. godine, kada iz ličnih razloga napušta tu funkciju.

## Život i karijera
Rođen je 24. septembra 1975. godine u Beogradu. Završio je Treću beogradsku gimnaziju i Pravni fakultet Univerziteta u Beogradu na Odseku za međunarodno pravo u rangu master studija, kao i oglednu osnovnu školu Vladislav Ribnikar, koju je upisao 1982. godine.
U periodu od 1997. godine do 2000. godine radi u različitim privrednim društvima kao pravnik, a 1999. godine završava Školu ljudskih prava Beogradskog centra za ljudska prava na kojoj je i danas predavač.
Od 2001. godine počinje da radi kao saradnik u Komitetu pravnika za ljudska prava (YUCOM), a od 2005. godine postoje izvršni direktor, dok 2010. godine postaje direktor Komiteta. Tokom svog rada u YUCOM-u, kao član tima advokata i pravnika pred srpskim i međunarodnim sudovima zastupa žrtve čija su ljudska prava ugrožena.
Bio je predavač na treningu 2006. godine u Amanu trening predstavnicima iračkog civilnog društva o zastupanju u oblasti ustavne reforme. Iste godine je pratio referendum o nezavisnosti Crne Gore kao posmatrač crnogorskog Helsinškog komiteta.
Radio je na nizu zakona iz oblasti obrazovanja i socijalne zaštite koji su usvojeni 2009. i 2010. godine, kao i u izradi predloga izmene Krivičnog zakonika Republike Srbije čije su odredbe usvojene 2012. godine.
Dobitnik je Čivnig stipendije Vlade UK-a 2009. godine i na Univerzitetu u Bredfordu je završio smer Prevencija konflikta, Korišćenje demokratije radi postizanja mira.
Upisuje doktorske studije na Filozofskom faklutetu pri Univerzitetu u Beogradu, na odseku za antropologiju i etnologiju.
Osnivač je Kuće ljudskih prava u Beogradu 2011. godine  koju je svečano otvorio norveški princ Hakkon Magnus .
Tokom karijere je radio kao konsultant UN-a, OEBS-a, Saveta Evrope i drugih međunarodnih organizacija, a bio je i konsultant Tima za smanjenje siromaštva pri Vladi Republike Srbije. Takođe, dao je doprinos pisanju izveštaja o ljudskim pravima domaćih i međunarodnih organizacija, izveštaja o napretku Srbije u procesu evropskih integracija, Univerzalnog periodičnog pregleda UN-a i slično. Takođe, bio je srpski kandidat za člana Komiteta protiv torture Ujedinjenih nacija. Učestvovao je Nacionalnog preventivnog mehanizma koji je osnovao Ombudsman Srbije 2011. godine i vršio je posete zatvorima, pisao izveštaje i davao preporuke.
Između 2014. i 2018. godine bio je nezavisni član Saveta za monitoring implementacije Akcionog plana za implementaciju Strategije za prevenciju i zaštitu od diskriminacije.
Podržao je osnivanje Slavko Ćuruvija fondacije, a bio je i član Upravnog odbora ove fondacije u dva mandata. Predsednik je nadzornog odbora Čivning društva Srbije od 2024. godine.
Član je Nezavisnog udruženja novinara Srbije NUNS od 2006. godine.   
Dana 1. decembra 2018. godine, imenovan je za izvršnog direktora Fondacije za otvoreno društvo Srbija. i na toj funkciji je bio do 2021. godine kada podnosi ostavku iz ličnih razloga. Ostavka je usledila neposredno nakon njegovog javnog čestitanja 9, januara građanima Republike Srpske, uz želju da se svakoga dana bore za vladavinu prava i protiv korupcije, kako glasi njegova objava na mreži X. Izjava je izazvala veliku uznemirenost u regionu, pre svega u zvaničnom Sarajevu, ali i Podgorici, uz veći broj medijskih napisa, a bilo i otvorenih pisama upućenih osnivaču Fondacije za otvoreno društvo Džordžu Sorosu u kojima su se prituživali na ovu izjavu Antonijevića.
Od 2021. do 2022. radio je kao konsultant u Vladi Crne Gore, gde je pružao podršku Zorki Kordić, glavnom pregovaraču Crne gore sa Evropskom unijom, kancelariji pri kabinetu predsednika Vlade Crne Gore Zdravka Krivokapića.
Od 2022. do 2023. radio je na poziciji savetnika direktora u National Alliance for Local Economic Development - NALED, zadužen za unapređenje odnosa sa lokalnom samoupravom i stranim i domaćim komnpanijama. Od 2023. do 2024. radio je kao Direktor za razvoj u HAVAS Adriaticu, francuskoj marketinškoj kući osnovanoj u Francuskoj 1830. godine.
Sredinom 2024. otvara samostalnu konsultantsku firmu Sve na kantar koja radi u Srbiji i regionu Zapadnog Balkana. 
Inicijator je sastanka između srpske vlasti i opozicije na Fakultetu političkih nauka o unapređenju izbornih uslova, koji je počeo avgusta 2019. godine..
Podržavao je izmenu Ustava Srbije u oblasti pravosuđa 2020-2021. i javno pozivao građane Srbije da se na referendumu 2021. izjasne u korist izmene ovog najvišeg pravnog akta u Srbiji.
Član je srpskog Saveta za praćenje primena preporuka Mehanizma UN-a za ljudska prava, kao i Nacionalnog konventa o EU Republike Srbije gde je aktivan od 2015. u poglavljima 23 kao koordinator, i 24 u pregovorima Srbije za članstvo u EU. Takođe, saradnik je Salcburg globalnog seminara.

## Privatni život
Govori engleski i francuski jezik, a služi se i mađarskim.

## Odabrane publikacije
Urednik je i autor brojnih publikacija u izdanju YUCOM-a i dugih organizacija, a objavio je više od 80 radova i članaka u stručnim časopisima o ljudskim i manjinskim pravima. Neki od njegovih radova su: 
- Antonijević, Milan; Filipović, Milan; Janković Jovanović, Ana (2016). Pristup pravdi : pružanje informacija, saveta i besplatne pravne pomoći u Srbiji. Beograd: Komitet pravnika za ljudska prava YUCOM.
- Antonijević, Milan; Vasić, Milena; Ćurčić, Danilo; Golubović, Katarina (2015). Dani posle : priručnik o vanrednoj situaciji u slučaju poplava - pravna pitanja. Beograd: Komitet pravnika za ljudska prava YUCOM.
- Antonijević, Milan [priredio] (2015). Diskriminacija? : Ne u mojoj školi! : Jedna škola za sve! : priručnik za srednjoškolce i njihove roditelje. Beograd: Komitet pravnika za ljudska prava YUCOM. ISBN 978-86-83209-60-6.
- Antonijević, Milan [priredio] (2015). Borba protiv diskriminacije u obrazovnom sistemu : priručnik za nastavnike i stručne saradnike. Beograd: Komitet pravnika za ljudska prava YUCOM. ISBN 978-86-83209-59-0.
- Antonijević, Milan [priredio] (2014). Studija o položaju izbeglih lica iz Republike Hrvatske : [IPA projekat Naglašavanje ljudskih prava u područjima od posebnog državnog interesa u Hrvatskoj. Beograd: Komitet pravnika za ljudska prava YUCOM.
- Antonijević, Milan; Vuković, Danilo; Golubović, Katarina; Vujić, Kristina (2013). Pristup pravdi i besplatna pravna pomoć u Srbiji : izazovi i reforme. Beograd: YUCOM i SeConS.
- Antonijević, Milan [priredio] (2013). Ustav Republike Srbije : sedam godina pravne neizvesnosti i pet prioriteta za promenu. Beograd: Komitet pravnika za ljudska prava YUCOM. ISBN 978-86-83209-51-4.
- Antonijević, Milan [priredio] (2014). Jačanje pravosuđa u borbi protiv korupcije. Beograd: Komitet pravnika za ljudska prava YUCOM. ISBN 978-86-83209-56-9.<
- Antonijević, Milan [priredio] (2012). Borba protiv diskriminacije u obrazovnom sistemu : priručnik za prosvetne inspektore i prosvetne savetnike. Beograd: Komitet za ljudska prava YUCOM. ISBN 978-86-83209-39-2.
- Antonijević, Milan [priredio] (2012). Uputstvo za usklađivanje propisa sa međunarodnim standardima u oblasti ljudskih prava i vladavine prava. Beograd: Komitet pravnika za ljudska prava YUCOM. ISBN 978-86-83209-35-4.

## Spoljašnje veze
- Zvanični Tviter nalog
- Intervju Milana Antonijevića za portal Vajs Srbija, 27. novembar 2018.
- Intervju Milana Antonijevića za nedeljnik Vreme, 8. avgust 2019.
- Intervju Milana Antonijevića za novine Blic, 23. avgust 2019.
- Intervju Milana Antonijevića za portal European Western Balkans, 14. septembar 2019.